# 真空飛行船

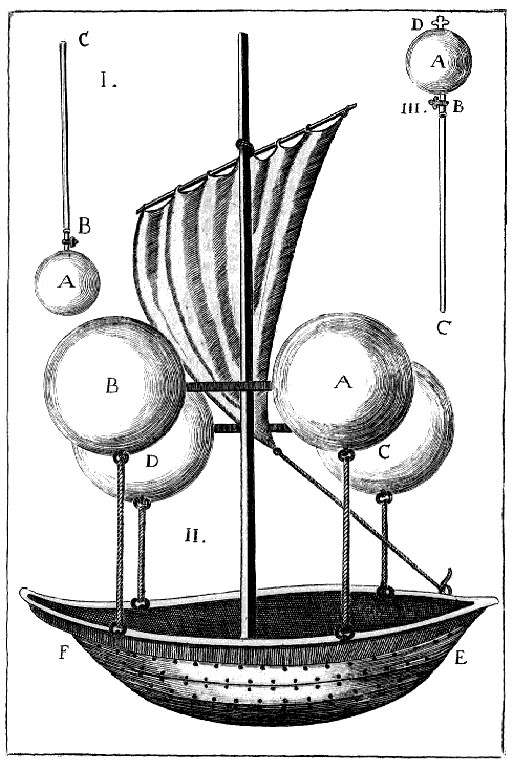
フランチェスコ・ラナ・デ・テルジの飛行船のコンセプト（1670年）

真空飛行船（しんくうひこうせん、英語: Vacuum airship）、真空気球としても知られる。真空飛行船は、水素やヘリウムなどの空気より軽いガスで満たされる飛行船ではなく、架空の真空の飛行船。 1670年にイタリアのイエズス会の司祭フランチェスコ・ラナ・デ・テルジによって最初に提案された。真空気球は、押しのけられた体積あたりの揚力の究極の表現。

## 歴史
1886年から1900年にかけて、アーサー・デ・バウセットは、無駄に「真空管」飛行船の設計を構築するための資金を調達しようと試みたが、米国議会での初期の支援にもかかわらず、一般大衆は懐疑的であった。イリノイ州の歴史家ハワード・スカメホーンは、オクターヴ・シャヌートとアルバート・フランシス・ザームが「公的に、真空原理の誤りを非難し、数学的に証明した」と報告したが、著者は彼の出典を明らかにしていない。バウセットは、彼のデザインに関する本を出版し 、シカゴの大陸横断空中航行会社に15万ドルの株式を提供した。彼の特許出願は、「完全に理論的であり、裁判または実証と同時にすべてが計算と何にも基づいていない」という理由で最終的に却下された。

### 二重壁の誤り
1921年、ラバンダ・アームストロングは、「空気を圧力下に保持するように構築された第2のエンベロープに囲まれ、エンベロープの壁は互いに間隔を置いて配置され、互いに結ばれた」真空チャンバーを備えた複合壁構造を開示した。これには、ハニカム状構造のセルラーが含まれる。
1983年、デビッド・ノエルは、プラスチックフィルムで覆われた測地線球の使用と「スキン間に加圧空気を含む二重バルーンと中央の真空」について議論した。
1982年から1985年にかけて、エマニュエル・ブリアンプティスは、エネルギー源と「インフレータブルストラットリング」の使用について詳しく説明した。
ただし、アームストロング、ノエル、およびブリアンプティスによって提案された二重壁の設計には浮力がなかった。崩壊を回避するために、壁の間の空気は、真空セクションが占める総体積の割合に比例する最小圧力（したがって密度）を持たなければならず、航空機の総密度が周囲の空気よりも低くなるのを防ぐ。

### 21世紀
2004年から2007年にかけて、アフメテリとガヴリーリンは、座屈の問題に対処するために、ハニカム二重層クラフトの材料（「ベリリウム、炭化ホウ素セラミック、ダイヤモンドライクカーボン」またはアルミニウム）の選択に取り組んでいる。

## 理論
標準的な温度と圧力における空気の密度は1.28g/l、つまり1リットルの空気をなにもない状態に置換できれば1.28gを持ち上げるのに十分な浮力が得られる。飛行船は大量の空気を置換するために、通常はヘリウムや水素などの軽量ガスを充填した袋を使用する。飛行船の総揚力は、空気の重さから、袋に充填されたガスを含む構造材料の重さを差し引いたものになる。
真空飛行船は、ヘリウムガスの代わりに真空に近い環境を保持して飛行する。質量を持たないこの物体の密度は0.00g/lに近く、理論的には置換された空気の揚力をフルに利用できるので、1リットルの真空で1.28gの揚力が得られる。モル体積を用いて求めれば1リットルのヘリウム（1気圧）の質量は0.178gとなり、ヘリウムの使用で1リットルの揚力が0.178g減少し、つまり実効揚力は完全真空より14％減少していることになる。同様に、1リットルの水素の質量は0.090gである。
真空飛行船のコンセプトの最大の問題点は、エアバッグ内がほぼ真空であるため、外部の大気圧と内部の圧力が釣り合わない点である。この巨大な力の不均衡は、よほどの強度がない限り、エアバッグを崩壊させてしまう（通常の飛行船では、ヘリウムで力が均衡しているので、この必要はない）。したがって、この極端な正味の力に抵抗するための追加の強度を持ち、かつ、構造物の追加荷重が真空を使うことによる追加揚力を相殺しないエアバッグを作ることが困難であるため真空飛行船は実用化されていない。